# 黄文武
黄文武（1961年—），云南富宁人，壮族，中华人民共和国政治人物、第十二届全国人民代表大会云南地区代表。

## 生平
毕业于云南省委党校函授学院汉语言文学专业。曾任云南省文山州委副书记、州长。2008年起担任全国人大代表。2013年，担任全国人大代表。2015年转任云南省国土资源厅厅长。